# Renata Bravo
Renata Mafalda Bravo Foschino (Santiago, 14 de septiembre de 1974) más conocida como Renata Bravo es una actriz, comediante, locutora de radio chilena y ex panelista del programa de TV+; Milf.

## Biografía
Es egresada de la escuela de teatro de Patricio Achurra. Ha trabajado casi por 25 años en los medios de comunicación, destacando su participación en la radiodifusión, donde incluso fue nominada a los Premios APES 2005, como mejor animadora por Radio Pudahuel.
en su juventud mantuvo un pololeo con el humorista Arturo Ruiz-Tagle cuando ambos cursaban los 20 años, dicha relación fue muy negada cuando ambos llegaron a la fama hasta el 29 de mayo de 2025 donde el humorista contó toda la verdad en el programa de Vía X 
Estuvo casada con el periodista Carlos Morales y tiene dos hijas: Sara y Estela.

## Farándula
trató de salvar su relación de Maly Jorquiera con  Sergio Freire La noticia salió a la luz mientras conversaba con Renata Bravo, donde surgió el tema de forma inesperada.
La confesión vino cuando Bravo notó que ambas estaban solas en casa, sin sus hijos, por una semana. Al preguntar sobre su situación, Jorquiera confesó que está separada y procedió a hablar de la ruptura
“Yo no tenía idea. Pensé que se habían arreglado”, declaró Renata en el programa de radio La Metro FM  con asombro. “No, amiga, pero hasta ahí llego. Es cosa de ver mi show el 26 de julio y vas a escuchar toda mi historia comedizada”, explicó Maly.

## Televisión

### Programas
| Año       | Programa             | Canal    | Rol                                                    | Cita  |
| --------- | -------------------- | -------- | ------------------------------------------------------ | ----- |
| 1998-2002 | Jappening con Ja     | Mega     | Sketches                                               | [ 5 ] |
| 1999-2000 | Zoolo TV             | Mega     | Oveja Lala y la perrita Cindy López (Voces de títeres) |       |
| 2001-2003 | Buenos días a todos  | TVN      | Panchita Rickenberg (Personaje)                        |       |
| 2002      | Con mucho cariño     | TVN      | Imitaciones                                            |       |
| 2002-2003 | De pe a pa           | TVN      | Imitaciones                                            |       |
| 2003-2006 | Mucho Lucho          | Canal 13 | Imitaciones                                            |       |
| 2006      | REC                  | CHV      | Conductora                                             |       |
| 2007      | Vértigo              | Canal 13 | Participante                                           |       |
| 2007      | Locos por el baile   | Canal 13 | Participante                                           |       |
| 2008-2009 | Pollo en conserva    | La Red   | Panelista                                              |       |
| 2008      | Morandé con compañía | Mega     | Sketch "Los Cuevas"                                    | [ 6 ] |
| 2012      | Vértigo              | Canal 13 | Participante - Ganadora                                | [ 7 ] |
| 2016      | Vértigo              | Canal 13 | Participante                                           |       |
| 2015-2016 | Buenos días a todos  | TVN      | Panelista                                              | [ 8 ] |
| 2015-2016 | Mujer Glam           | UCV TV   | Panelista                                              |       |
| 2016-2018 | Morandé con compañía | Mega     | Sketch "Aguanta Belloni" "Sketch "Mujeres"             | [ 6 ] |
| 2016-2019 | Hola Chile           | La Red   | Panelista                                              | [ 9 ] |
| 2019-2020 | MILF                 | TV+      | Panelista                                              | [ 1 ] |

### Participaciones
| Año       | Programa                 | Canal       | Rol                                        |
| --------- | ------------------------ | ----------- | ------------------------------------------ |
| 2009      | Pelotón                  | TVN         | Invitada                                   |
| 2010      | Acoso textual            | Canal 13    | Panelista                                  |
| 2012      | Tu cara me suena         | Mega        | Profesora y jurado                         |
| 2012      | Pareja perfecta          | Canal 13    | Profesora de actuación y jurado            |
| 2012      | Vértigo                  | Canal 13    | Ganadora                                   |
| 2013      | Los Tuins                | Mega        | Personaje                                  |
| 2013-2014 | AR Prime                 | Canal 13    | Panchita Rickenberg (Personaje)            |
| 2013      | Sin Dios ni Late         | Zona Latina | Invitada                                   |
| 2013      | Dudo                     | 13C         | Invitada                                   |
| 2013      | Más vale tarde           | Mega        | Invitada                                   |
| 2014      | Adopta un famoso         | TVN         | Participante                               |
| 2014      | La movida del mundial    | Canal 13    | Invitada                                   |
| 2014      | Amor a prueba            | Mega        | Invitada                                   |
| 2015      | Más vale tarde           | Mega        | Invitada                                   |
| 2016      | ¿Volverías con tu ex?    | Mega        | Invitada a actividades                     |
| 2016      | Vértigo                  | Canal 13    | Invitada                                   |
| 2016      | Más vale tarde           | Mega        | Invitada                                   |
| 2016      | Doble tentación          | Mega        | Invitada a actividades                     |
| 2017      | Gol de medianoche        | TVN         | Invitada                                   |
| 2017      | Síganme los buenos       | Vive TV     | Invitada                                   |
| 2017      | Abrazar la vida          | Canal 13    | Invitada                                   |
| 2017      | El camino del comediante | Canal 13    | Invitada                                   |
| 2017      | Conecta2                 | TV Chile    | Invitada                                   |
| 2017      | Yo invito                | La red      | Reemplaza en la conducción a Paulina Rojas |
| 2018      | La noche es nuestra      | CHV         | Invitada                                   |
| 2025      | divina comida            | CHV         | concursante                                |

### Teleseries
| Teleseries | Teleseries                  | Teleseries    | Teleseries         |        |
| Año        | Teleserie                   | Canal         | Rol                | Cita   |
| ---------- | --------------------------- | ------------- | ------------------ | ------ |
| 2001-2005  | Los Venegas                 | TVN           | Kimberly Soto      |        |
| 2002, 2004 | La vida es una lotería      | TVN           | Verito / Patty     |        |
| 2005       | Los Galindo                 | TVN           | Ester Valdivieso   |        |
| 2007       | Boris y Dimitri             | CHV           | Miranda Zatana     |        |
| 2007       | Ex                          | CHV           | Sandra             |        |
| 2007       | Mujeres que matan           | CHV           | Leticia            |        |
| 2007-2008  | Lola                        | Canal 13      | Flora Soto         | [ 11 ] |
| 2008       | Casado con hijos            | Mega          | Norma Pons         |        |
| 2009       | Los ángeles de Estela       | TVN           | Nicole Wilkinson   | [ 12 ] |
| 2011       | Cesante                     | CHV           | Laura              |        |
| 2013       | Lo que callamos las mujeres | CHV           | María              |        |
| 2013       | Sobremesa                   | La Tercera TV | Beatriz            |        |
| 2014       | Caleta del sol              | TVN           | Clara Montecinos   | [ 13 ] |
| 2015       | Lo que callamos las mujeres | CHV           | Nereida / Adelaida |        |
| 2017       | Lo que callamos las mujeres | CHV           | Mayte              |        |

## Radio
- Las muñecas se peinan (2008-2009): Radio Pudahuel
- Cero estrés (2010-2011): Radio Agricultura
- 1,2,3 esta dupla es (2012): Radio Candela
- Hoy es tu día (2015 - 2017): Romántica FM
- Todos para arriba (2018 - 2019) : Radio Candela
- Hable con ellas (2023) : Radio Estación Metropolitana
- Desayuno de campeones (2025) La Metro FM[14]

## Cortometrajes
- Parachoques (2009)

## Películas
- El derechazo (2013)

## Teatro
- Él cuando quiere... ellas cuando pueden (2005)
- Historias de maltrimonios (2018)
- Las mil y una noche (2020)
- El inconveniente (2011)
- La cenicienta (2010)
- Las novias de Travolta (2009)
- El santo prepucio (2020)
- El virus (2006)
- Toc Toc (2013)
- Desnudas (2007)